# Asobara glabrisulcata
Asobara glabrisulcata är en stekelart som beskrevs av Fischer 2003. Asobara glabrisulcata ingår i släktet Asobara och familjen bracksteklar. Inga underarter finns listade.